# Gynandromyia invagimata
Gynandromyia invagimata là một loài ruồi trong họ Tachinidae.